# Urgleptes minutissimus
Urgleptes minutissimus là một loài bọ cánh cứng trong họ Cerambycidae.